# Azara (Hiszpania)
Azara – gmina w Hiszpanii, w prowincji Huesca, w Aragonii, o powierzchni 14,49 km². W 2011 roku gmina liczyła 200 mieszkańców.